# Torre Morgadès
La Torre Morgadès és una masia de Folgueroles (Osona) declarada bé cultural d'interès nacional.

## Història
Antigament, era coneguda com el mas Junyer o Prat Mitjà (fogatge de 1360). Un dels dos sarcòfags que hi havia a la façana principal de l'església parroquial de Santa Maria, desaparegut durant la Guerra Civil, estava dedicat al sacerdot Pere Prat, mort el 23 de febrer del 1301. A causa de la crisi i les pestes que assolaren la població durant el darrer terç del segle xiv, el 1413 el mas era abandonat.
El 1691, Josep Alberc i Comalada, mercader de Vic, la seva muller Eulàlia Pujol, i llur fill Antoni vengueren el mas i l'heretat de la Torre de n'Alberc a Francesc Saleta-Morgadès i de Comalada, cavaller de Vic. La seva besneta Teresa de Saleta-Morgadès i de Gomar es va casar amb Josep Antoni de Picó i Bru, i el seu net Marià de Picó i de Valls i la seva esposa Emília Manso i de Zeffel, neboda del general Josep Manso i Solà, foren els primers protectors del poeta Jacint Verdaguer, ja que també eren els propietaris del mas Torrents de Tavèrnoles, d'on procedia el pare del poeta.

## Descripció
La masia és de planta rectangular i coberta a dues aigües, amb el carener paral·lel a la façana, orientada a llevant. A la part dreta conserva una de les poques torres de defensa de la comarca, de planta quadrada i datada vers el segle xv. És coberta a quatre vessants i a sota de la teulada presenta uns arcs construïts amb totxo cuit, que possiblement són els antics merlets tapiats. L'interior està gairebé enrunat.
El portal d'entrada conserva un escut en estat de descomposició on encara es poden endevinar dos lleons. Hi ha un portal exterior que tanca la lliça junt amb la masia i les seves dependències. Val a dir que hi ha molts afegitons. Els materials constructius són la pedra, calç, totxo cuit i alguna part de tàpia.
A pocs metres hi ha la font del Desmai, on el poeta Jacint Verdaguer es reunia amb els seus companys de l'Esbart de Vic i cultivaven l'esperit de la Renaixença. Era dels mateixos propietaris de la Torre Morgadès i l'any 1970 fou cedida al Patronat d'Estudis Osonencs.